# Đại học Tương Đàm

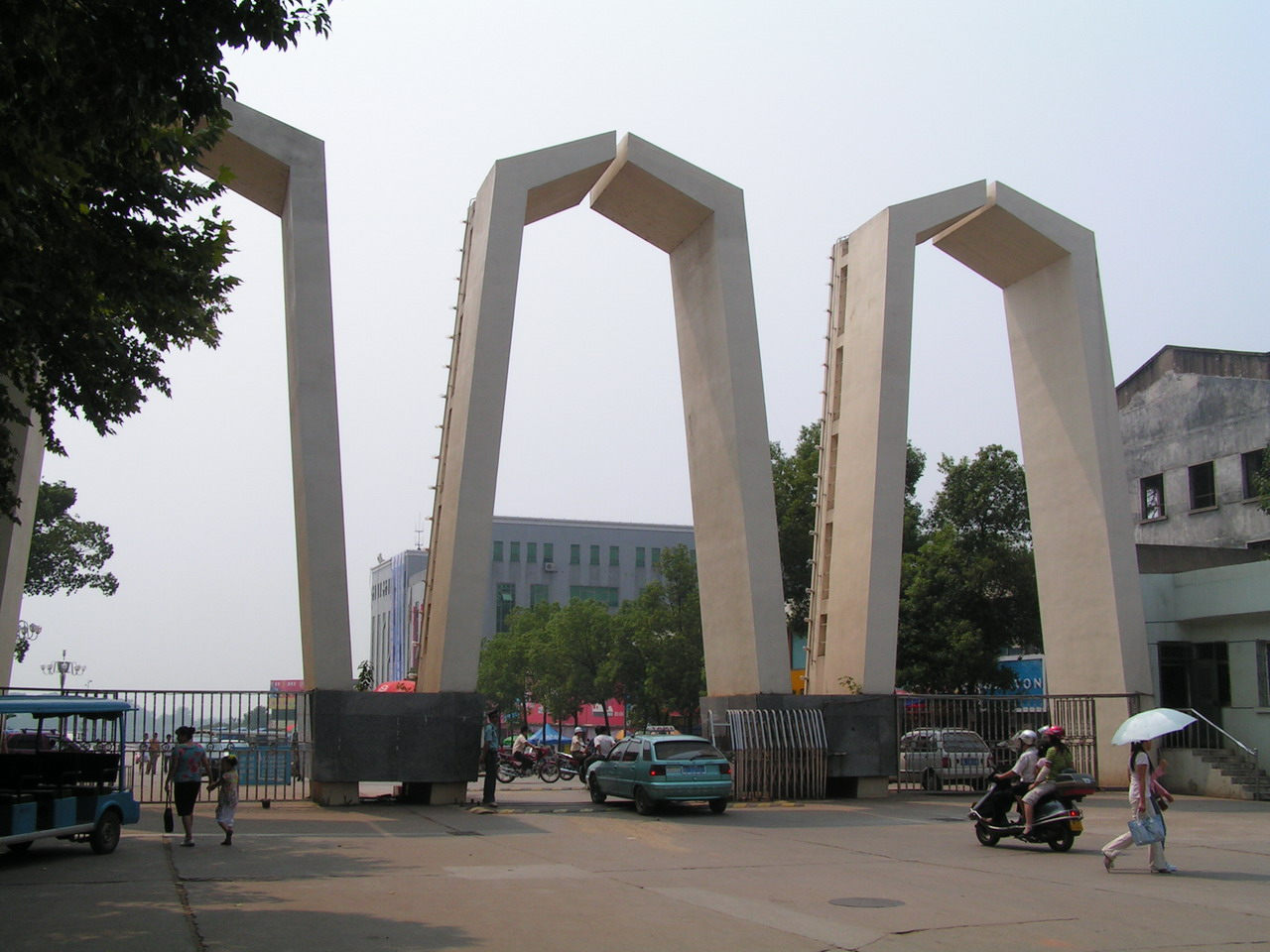
Cổng trường đại học

Đại học Tương Đàm (XTU; giản thể: 湘潭大学; phồn thể: 湘潭大學; bính âm: Xiāngtán Dàxué) là một trường đại học tổng hợp và trọng điểm quốc gia nằm ở Tương Đàm, Hồ Nam, Trung Quốc. Được thành lập vào năm 1958 và hiện được tổ chức thành 23 trường học và phòng ban.

## Lịch sử
Năm 1958, theo đề xuất của lãnh đạo tối cao Trung Quốc Mao Trạch Đông, Đại học Tương Đàm được thành lập tại huyện Tương Đàm, tỉnh Hồ Nam, nơi Mao sinh ra và lớn lên. Trường Đại học đã ngừng hoạt động theo lệnh của chính quyền tỉnh vào năm 1959, nhưng sau đó phục hồi vào năm 1974.